# Glipostenoda ambusta
Glipostenoda ambusta är en skalbaggsart som först beskrevs av Leconte 1862.  Glipostenoda ambusta ingår i släktet Glipostenoda och familjen tornbaggar. Inga underarter finns listade i Catalogue of Life.